# Объект 1015
Объект 1015 — советский опытный бронетранспортёр. Разработан в специальном конструкторском бюро Кутаисского автомобильного завода (КАЗ) под началом Военной академии бронетанковых и механизированных войск. Серийно не производился.

## История создания
В период с 1954 по 1957 годы на одной из кафедр НИО Военной академии бронетанковых и механизированных войск проводилась проработка колёсного бронетранспортёра с колёсной формулой 8 × 8 и кормовым расположением моторно-трансмиссионного отделения. Работы велись под руководством Зимилева Г.В. С 1958 года по постановлению СМ СССР к работе было подключено специальное конструкторское бюро Кутаисского автомобильного завода.
В 1960 году два опытных образца прошли приёмо-сдаточные испытания и предварительные испытания, после которых были выявлены необходимые доработки для повышения работоспособности и надёжности бронетранспортёра.
Параллельно с «Объектом 1015» на конкурсной основе велась разработка других вариантов нового перспективного бронетранспортёра. В конечном итоге выбор пал на БТР-60П производства Горьковского автомобильного завода.

## Конструкция

### Броневой корпус и башня
Бронетранспортёр «Объект 1015» имел полностью закрытый сварной корпус с противопульным бронированием. Моторно-трансмиссионное отделение находилось в корме, также в корме находились два водомётных движителя. Сиденья десанта располагались вдоль корпуса.
Высокая бронестойкость корпуса была обеспечена применением гнутых листов и меньшей длиной сварных швов. Днище корпуса в носовой части имело ложкообразную форму для уменьшения сопротивления воды во время плава. На крыше корпуса располагалась небольшая башенка с вооружением.

### Двигатель и трансмиссия
В бронетранспортёре «Объект 1015» был установлен карбюраторный двигатель ЗИЛ-375 мощностью 132,5 кВт. Коробка передач имела пять ступеней. Трансмиссия механическая с Н-образной бортовой раздачей мощности.

### Ходовая часть
Ходовая часть представляла собой колёсное шасси с формулой 8 × 8, Подвеска была независимая на каждое колесо. В подвесках двух передних мостов были установлены спиральные пружины, внутри которых располагали амортизаторы. В задних мостах были установлены короткие торсионы комбинированные со специальными пружинами.
Использование газогидравлических рессор с азотом и маслом АМГ-10 привело к высокой плавности хода и энергоёмкости рессор. Также благодаря этому решению имелась возможность регулировки клиренса.
Водомёты в «Объект 1015» были заимствованы с плавающего танка ПТ-76. Конструкция привода была независима от вторичного вала коробки передач. Благодаря такому решению, имелась возможность включения любой передачи при работе водомётов. Конструкция водомётов обеспечивала тягу на швартовах 11,6..11,8 кН, при этом частота оборотов была на 400..500 об/мин меньше, чем на танке ПТ-76.

### Вооружение
В качестве основного вооружения использовался 7,62-мм пулемёт ПКТ, в дальнейшем его планировалось заменить на более мощное вооружение.

## Модификации
- Объект 1015 — базовый вариант
- Объект 1015Б — модифицированный вариант, проходивший испытания
- Объект 1020 — модифицированный вариант

## Машины на базе
- Объект 1040 — первоначальная боевая машина 9А33 ЗРК 9К33 «Эллипсоид», позднее в качестве шасси использовалась  машина БАЗ-5937, а имя ОКР было заменено на «Оса»